# بریتکس

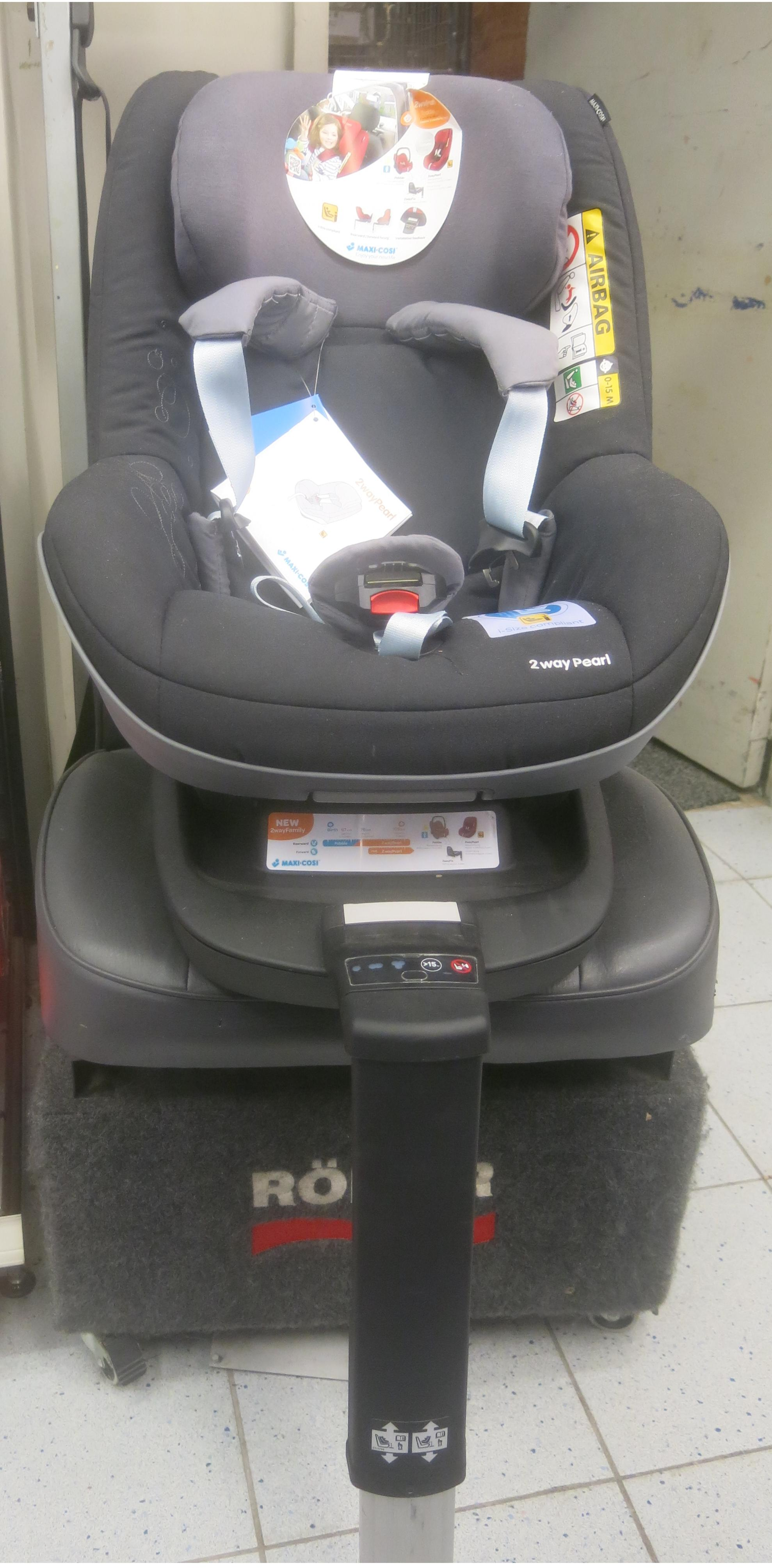
یک صندلی کودک تولید شده توسط بریتکس

بریتکس (انگلیسی: Britax) شرکت تجهیزات ایمنی خودرو بریتانیایی است، که در سال ۱۹۳۸ تأسیس شد.